# Ormtjärnen (Voxna socken, Hälsingland, 681883-146984)
Ormtjärnen är en sjö i Ovanåkers kommun i Hälsingland och ingår i Ljusnans huvudavrinningsområde.